# Ball d'en Serrallonga

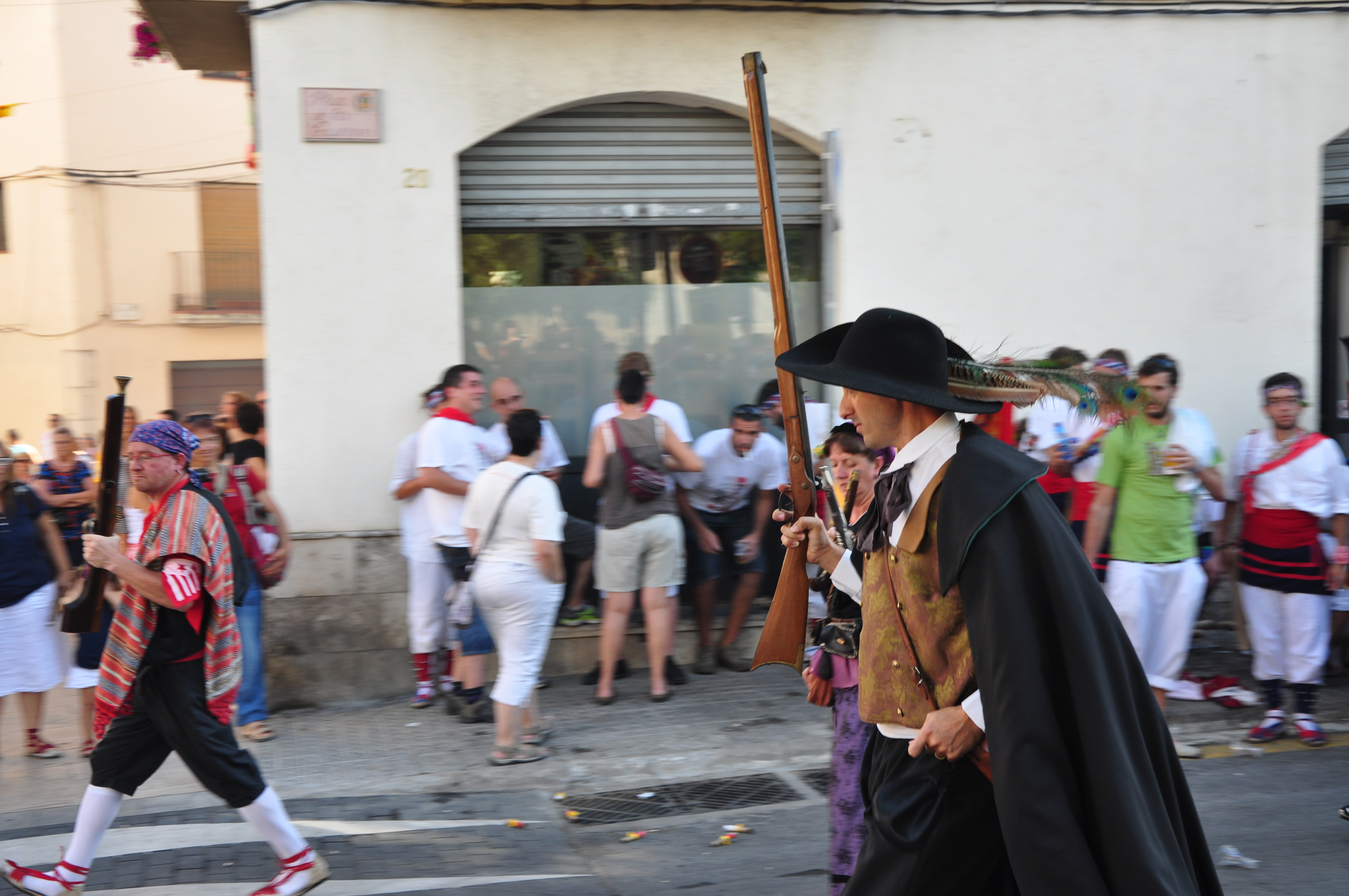
Serrallonga en el Ball d'en Serrallonga a Vilanova i la Geltrú

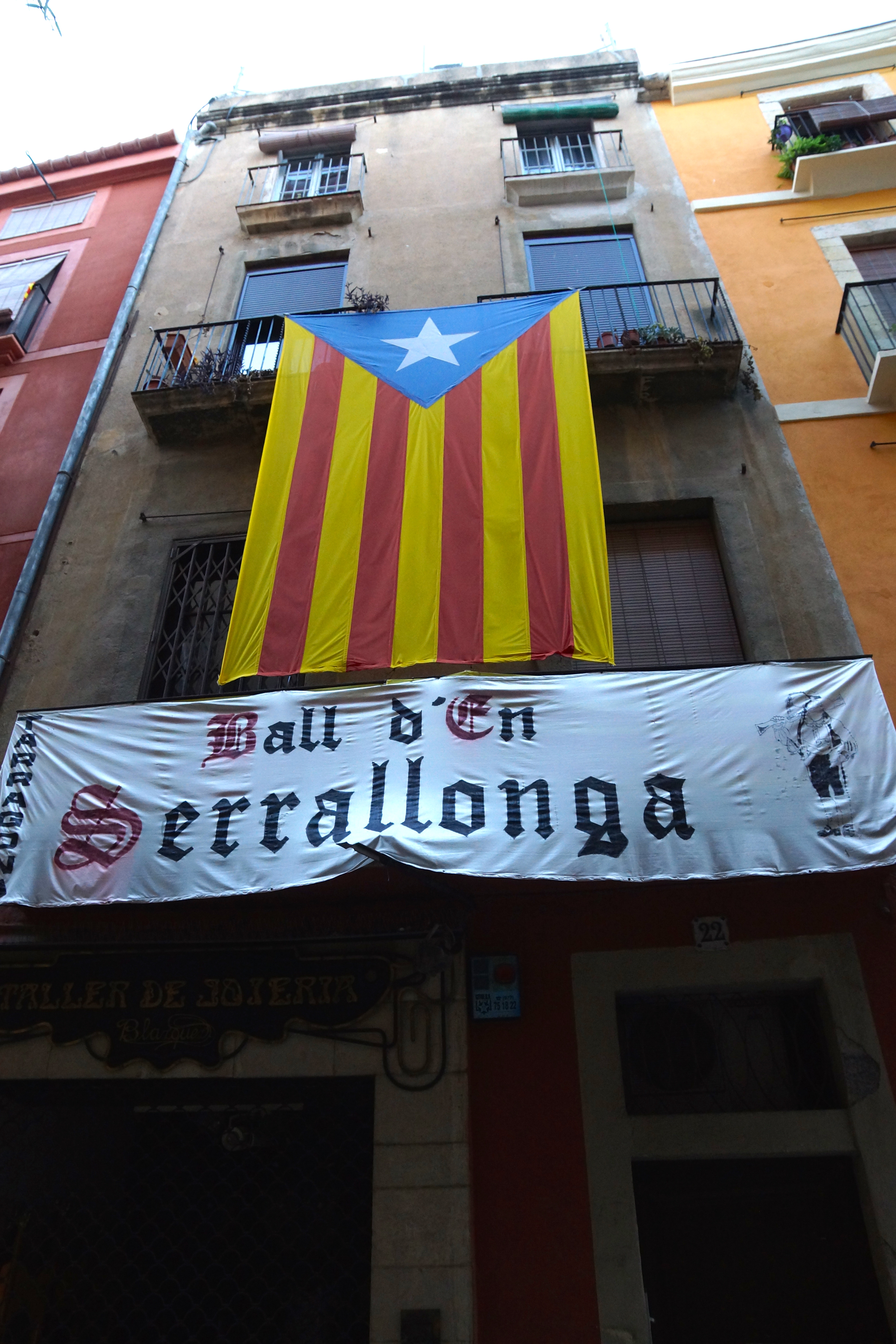
Ball d'en Serrallonga Tarragona

El Ball d'en Serrallonga és un ball folklòric popular de Catalunya. Aquest ball recrea la quadrilla del bandoler Joan Sala i Ferrer, «Serrallonga» o «Joan de Serrallonga», bandoler del segle xvii. Així doncs, el ball està format per Joan de Serrallonga, Joana de Torrelles —la seva última amant— i en Joanet —el seu fill—; a més de 10 o 15 bandolers de la seva quadrilla, els noms d'alguns dels quals són: Xafarroques, Astut, Petit Gornès, Pere Blau, Peret Xinxola, Petit Comí, Tallaferro, Marxant, Xocopanarra, Fadrí de Sau, Vermell, Rocamora, Tendret, Xicopaneda…
En l'actualitat, a Catalunya existeixen més de 8 colles de Balls de Serrallonga, i les més importants es troben a poblacions com Vilafranca del Penedès, Tarragona, Sant Hilari Sacalm, Terrassa, Vilanova i la Geltrú, Torredembarra, Tortellà, Santa Margarida i els Monjos, Sant Quintí de Mediona i Perpinyà.
Cal dir que aquest ball popular va ésser prohibit a Catalunya durant la dictadura franquista perquè per representar-lo s'utilitzen trabucs, armes de foc d'avantcàrrega, i suposava un perill. La primera població a recuperar aquest ball després del règim franquista va ésser Vilafranca del Penedès, i recentment, han celebrat el 35è aniversari de la recuperació del Ball.
En aquest ball, els bandolers van vestits segons l'època on se situa en Joan de Serrallonga, així doncs, duen pantalons de pana fins al genoll, armilla, camisa, barretina, espardenyes de set vetes, poden portar una flassada o tapa-boques penjada a l'espatlla i un sarró on es desa la pólvora. El tret més característic d'aquest ball és la utilització del trabuc, una arma d'avantcàrrega que s'utilitzava a l'època, i que en l'actualitat són utilitzades reproduccions de les del segle xvii.

## Trabucaires i ball d'en Serrallonga
Cal diferenciar els Balls de Serrallonga del que hom coneix com a trabucaires. La diferència principal recau en el fet que els Balls de Serrallonga dansen al so de la gralla i van executant certes coreografies (els balls, pròpiament) i es dispara amb un cert ordre. Els trabucaires es limiten simplement a disparar a tort i a dret. A més, els Balls d'en Serrallonga fan una representació, o sainet, on cada bandoler o grup de bandolers expliquen les seves malifetes a fi que en Serrallonga els recluti en la seva quadrilla. Aquest sainet és el tret més característic i alhora diferenciador envers els grups de trabucaires, ja que aquests no presenten la figura del bandoler Serrallonga, tot i que sovint si que hi ha un «cap de quadrilla».